# Đông Cung
Đông Cung (tiếng Trung: 东宫; bính âm: Dōng Gōng; tiếng Anh: Goodbye My Princess) là một bộ phim truyền hình của Trung Quốc năm 2019 chuyển thể từ tiểu thuyết cùng tên ''Đông Cung'' của tác giả Phỉ Ngã Tư Tồn và được đạo diễn bởi Lý Mộc Qua. Phim với sự tham gia diễn xuất chính của Trần Tinh Húc, Bành Tiểu Nhiễm và Ngụy Thiên Tường. Phim được phát sóng đầu tiên nền tảng Youku bắt đầu từ ngày 14 tháng 2 năm 2019. Bộ phim kết thúc vô cùng thành công và đạt 7,5 điểm trên Douban.

## Phát sóng
| Kênh                  | Quốc gia   | Thời gian           | Khung giờ                                                                        |
| --------------------- | ---------- | ------------------- | -------------------------------------------------------------------------------- |
| Youku                 | Trung Quốc | 14 tháng 2 năm 2019 | 4 tập vào thứ Hai và thứ Năm hàng tuần                                           |
| Yahoo TV              | Đài Loan   | 14 tháng 2 năm 2019 |                                                                                  |
| LINE TV               | Đài Loan   | 14 tháng 2 năm 2019 | 1 tập/ngày lúc 20:01                                                             |
| dimsum                | Malaysia   | 14 tháng 2 năm 2019 | 1 tập/ngày lúc 20:00                                                             |
| TTV11                 | Việt Nam   | 22 tháng 5 năm 2019 |                                                                                  |
| Truyền hình Hồ Nam    | Trung Quốc | 14 tháng 1 năm 2020 |                                                                                  |
| Nhà hát vệ tinh CS    | Nhật Bản   | 18 tháng 3 năm 2020 | 2 tập thứ Tư hàng tuần lúc 21:00, 1 tập được phát lại lúc 00:30 thứ ba hàng tuần |
| Tổng đài Vĩ Lai       | Đài Loan   | 26 tháng 5 năm 2020 | Thứ Hai đến Thứ Sáu 20:00 - 21:00                                                |
| Truyền hình Hồng Kông | Hồng Kông  | 27 tháng 1 năm 2021 | Thứ Hai đến Thứ Sáu 21:30 - 22:30                                                |

## Tóm tắt
Đông Cung, xoay quanh về câu chuyện tình yêu đầy cay đắng và bi thương của nàng Cửu công chúa Tây Lương quốc - Khúc Tiểu Phong và Đương kim Thái tử đương triều của Trung Nguyên - Lý Thừa Ngân. Hắn vốn là người tính tình ôn hòa, không hề muốn tranh giành đoạt vị, nhưng lại vô tình phát hiện sự thật đằng sau cái chết của mẫu thân. Từ đó hắn nảy sinh thù hận và dã tâm tràn đầy tham vọng và khát khao nắm trọn trong tay quyền lực. Câu chuyện tình yêu của hai người trải qua biết bao thăng trầm lẫn biến cố: từ ngược luyến tàn tâm cho đến những quyến luyến ngọt ngào, và rồi lại rơi vào bế tắc tột cùng. Cuối cùng, câu chuyện ấy kết thúc bằng hình ảnh người ra đi không trở lại, kẻ ở lại đau đớn day dứt đến suốt đời.

## Diễn viên

### Diễn viên chính
| Diễn viên                 | Vai diễn                                 | Giới thiệu | Lồng tiếng    |
| ------------------------- | ---------------------------------------- | --- | ------------- |
| Trần Tinh Húc (陈星旭)    | Lý Thừa Ngân/Cố Tiểu Ngũ (李承鄞/顾小五) | Hoàng tử thứ 5 của Lễ Triều, sau này là trở thành Thái tử. Ban đầu là hắn là một người có tính tình ôn hòa, không muốn tranh giành đoạt vị. Tuy nhiên, Lý Thừa Ngân trở nên vô cùng tham vọng và độc ác sau khi biết được sự thật đằng sau cái chết của mẫu thân và hoàng huynh của mình. Hắn trở thành một kẻ gian xảo và lừa bịp, rất giỏi trong việc nắm trọn quyền lực và che giấu cảm xúc thật của mình. Mặc dù lợi dụng Tiểu Phong cho lợi ích chính trị của mình, nhưng hắn thực sự phải lòng nàng. Sau khi mất trí nhớ, hắn lại một lần nữa dành cả trái tim để yêu nàng nhưng cũng khiến nàng vừa đau đớn vừa thống khổ. | Đặng Triệu Cơ |
| Bành Tiểu Nhiễm (彭小苒)  | Khúc Tiểu Phong (曲小枫)                 | Công chúa thứ 9 của Tây Lương Quốc, sau này là Thái tử phi của Lễ Triều. Nàng vốn là một công chúa có tính tình lương thiện, phóng khoáng, hồn nhiên. Có một cuộc tình yêu đẹp đẽ với Cố Tiểu Ngũ, nhưng đau đớn trước sự phản bội của người mình yêu và bi kịch bị diệt tộc của mình, nàng đã nhảy xuống sông Vong Xuyên để quên đi tình yêu của hai người. Sau khi mất trí nhớ, nàng bị ép gả hôn cho Lý Thừa Ngân và lại một lần nữa nảy sinh tình cảm với hắn, nhưng không sẵn lòng mở lòng với hắn vì nàng nghĩ rằng Lý Thừa Ngân yêu Triệu Sắt Sắt.                                                                         | Trịnh Gia Huệ |
| Ngụy Thiên Tường (魏千翔) | Cố Kiếm (顾剑)                           | Biểu ca của Lý Thừa Ngân, sư phụ của Tiểu Phong. Hậu duệ đời cuối cùng của Cố gia. Hắn có tình cảm với Tiểu Phong, nhưng lại không thể bày tỏ với nàng vì hắn được giao nhiệm vụ báo thù cho tội ác diệt môn của Cố gia mình. Hắn bị nghĩa phụ của mình là Sài Mục buộc phải giúp đỡ Lý Thừa Ngân trong việc lợi dụng Tiểu Phong để loại bỏ tộc Đan Xi. Sau khi suýt mất mạng vì rơi xuống vách núi, hắn trở lại và dùng nửa cuộc đời còn lại của mình để âm thầm bảo vệ và chuộc lại Tiểu Phong khỏi cuộc sống đau thương nơi Đông Cung máu lạnh và tình yêu đau khổ với Lý Thừa Ngân.                                           | Viên Đức Cơ   |

### Lễ Triều - Trung Nguyên
| Diễn viên                   | Vai diễn                                 | Giới thiệu | Lồng tiếng |
| --------------------------- | ---------------------------------------- | --- | ---------- |
| Tư Cầm Cao Oa (斯琴高娃)    | Thái Hoàng Thái hậu (太皇太后)           | Thái hoàng thái hậu của Lễ triều, Hoàng tằng tổ mẫu của Lý Thừa Ngân. Bà là bến đỗ duy nhất mà chàng có thể an tâm dựa vào giữa những sóng gió, hiểm ác của chốn hậu cung đầy tranh đoạt. Bà đối xử với Tiểu Phong vô cùng tốt. |            |
| La Gia Lương (罗嘉良)       | Lý Trách (李赜)                          | Hoàng đế Lễ Triều, phụ thân của Lý Thừa Ngân. Là người thâm sâu khó lường, ẩn nhẫn có chủ ý, bên ngoài tỏ ra trung dung, không can dự nhiều, nhưng thực chất lại nắm giữ mọi quyền lực trong tay. Không bị tình cảm chi phối, nhưng cuối cùng vẫn động lòng. |            |
| Trương Định Hàm (张定涵)    | Trương Mai Nương (张玫娘)                | Hoàng hậu Lễ triều, .mẹ nuôi của Lý Thừa Ngân, đồng thời cũng là kẻ thù đã giết mẹ ruột của chàng. Là người hiếu thắng, đầy toan tính và mưu mô. Vì tư lợi cá nhân mà không từ bất cứ thủ đoạn nào. Không có con, bà là nghi phạm hàng đầu trong vụ án của Thục phi Cố Ngọc Dao. Về sau, sự việc bại lộ, bà bị phế truất và giam lỏng trong tẩm cung. Sau khi bị Lý Thừa Ngân đoạn tuyệt quan hệ, bà đã treo cổ tự vẫn mà chết.                           |            |
| Dương Cung Như (杨恭如)     | Minh Viễn Công chúa (明远公主)           | Em gái của Hoàng hậu Lễ triều, Vương trắc phi Tây Lương quốc vương Khúc Văn Thành, dì của Lý Thừa Ngân, người đã tiết lộ sự thật về cái chết của mẫu thân của hắn cho hắn. |            |
| Vương Gia Kỳ (王泇淇)       | Cố Ngọc Dao (顾玉瑶)                     | Cố Thục phi, mẹ ruột của Lý Thừa Ngân. Trước khi sinh ra Lý Thừa Ngân, bà đã biết Cao Dư Minh hãm hại nhà họ Cố, khiến toàn bộ gia tộc bị diệt. Điều này làm cho sức khỏe của bà suy yếu. Sau đó, bà bị Hoàng hậu lợi dụng, đầu độc mà chết. Bà có mối quan hệ thân thiết với Minh Viễn Công chúa. Là nữ nhân được Hoàng đế sủng ái nhất |            |
| Trương Đồng (张彤)          | Ngụy Tu nghi (魏修仪)                    | Ngụy nương nương. Mẹ ruột của Lý Thừa Mai. |            |
| Trương Ngạo Nguyệt (张傲月) | Lý Thừa Tắc (李承稷)                     | Con trai cả của Hoàng đế Lý Trách, Đại hoàng tử Lễ Triều, hoàng huynh của Lý Thừa Ngân Từng là Thái tử nhưng do vạch trần vụ án gian lận khoa cử mà sinh xung đột với Hoàng đế, sau mất mạng trên đường tới Tây Lương cầu thân. |            |
| Vương Truyền Nhất (王传一)  | Lý Thừa Nghiệp (李承邺)                  | Tuyên Đức Vương, Nhị Hoàng tử Lễ Triều Một kẻ độc ác và tham lam quyền lực, đã giết chết hoàng huynh của mình là Lý Thừa Tắc và âm mưu ám sát phụ thân là Hoàng đế để giành lấy ngai vàng. |            |
| Dương Đồng (杨彤)           | Lý Thừa Mai (李承玟)                     | Vinh Vương, Hoàng tử thứ 3 của Lễ Triều. |            |
| Kim Huyền Vũ (金玄雨)       | Lý Thừa Nguyên (李承沅)                  | Doãn Vương, Hoàng tử thứ 4 của Lễ Triều. |            |
| Trần Tinh Húc (陈星旭)      | Lý Thừa Ngân/Cố Tiểu Ngũ (李承鄞/顾小五) | Hoàng tử thứ 5 của Lễ Triều, sau này là trở thành Thái tử. |            |
| Bành Tiểu Nhiễm (彭小苒)    | Khúc Tiểu Phong (曲小枫)                 | Công chúa thứ 9 của Tây Lương Quốc, sau này là Thái tử phi của Lễ Triều. Sau khi Lý Thừa Ngân lên ngôi thì được sắc phong là Minh Đức Hoàng Hậu. |            |
| Hạ Oa (夏娃)                | Triệu Sắt Sắt (赵瑟瑟)                   | Triệu Lương đệ, phi tử của Lý Thừa Ngân, con gái của Triệu Kính Vũ. Một nữ nhân ẩn sau vẻ bề ngoài là sự ngây thơ, yếu đuối là sự xảo quyệt và nhiều mưu mẹo. Cô dành tất cả tình yêu và sự chân thành của mình cho Lý Thừa Ngân và cố gắng tìm cách phá hoại cả Tiểu Phong và Tự Bảo lâm (Tự Nương). Cuối cùng, cô trở nên mất trí và khờ dại sau khi Lý Thừa Ngân chính miệng thừa nhận với cô rằng hắn ta chưa bao giờ yêu cô và chỉ đang lợi dụng cô. |            |
| Trình Tiểu Mông (程小蒙)    | Vĩnh Ninh Công chúa (永宁公主)           | Công chúa thứ 7 của Lễ Triều. Một trong những người bạn thân nhất của Tiểu Phong ở trong cung. |            |
| Trần Cẩn Như (陈瑾如)       | Lạc Hy Công chúa (珞熙公主)              | Công chúa thứ 8 của Lễ Triều, sau này được gả cho Bùi Chiếu. Một trong những người bạn thân nhất của Tiểu Phong ở trong cung. |            |
| Diêu An Liêm (姚安濂)       | Tư Vương (忠王)                          | Hoàng tử Lễ Triều, anh trai của Hoàng đế, cha của Lý Nghiệm. |            |
| Phàn Lâm Phong (樊霖锋)     | Lý Nghiệm (李酽)                         | Thuộc hạ thân cận của Lý Thừa Nghiệp. |            |
| Vương Chí Phi (王志飞)      | Cao Vu Minh (高于明)                     | Cao Thừa tướng. Ông ta có mâu thuẫn với Hoàng đế, luôn cố gắng kiểm soát Lý Thừa Ngân để bảo vệ vị trí của mình tại triều đình. |            |
| Lữ Hành (吕行)              | Cao Hiển (高显)                          | Trấn Viễn Đại tướng quân, con trai cả của Cao Vu Minh. |            |
| Vu Tân (于滨)               | Cao Khôn (高坤)                          | Hộ Bộ Thượng Thư, con trai thứ hai của Cao Vu Minh. |            |
| Phùng Phát Đồng (冯筱童)    | Cao Chấn (高震)                          | Hình Bộ Thị Lang, con trai thứ ba của Cao Vu Minh. Một tay ăn chơi và cờ bạc. Hắn bị vạch trần vì tội ác của mình và bị giết trong một cuộc hành thích có kế hoạch của đối thủ của hắn là Triệu Sĩ Huyền. |            |
| Cao Nghệ Hàm (高艺涵)       | Cao Như Ý (高如意)                       | Trắc phi được sủng ái của Hoàng đế, con gái của Cao Vu Minh. |            |
| Vương Hoan (王欢)           | Cố Như Hối (顾如晦)                      | Phiêu Kỵ Đại tướng quân. Cha của Cố Kiếm, chú của Lý Thừa Ngân. Ông bị Cao Vu Minh vu cáo và giết chết. |            |
| Ngụy Thiên Tường (魏千翔)   | Cố Kiếm (顾剑)                           | Biểu ca của Lý Thừa Ngân, sư phụ của Tiểu Phong. |            |
| Thiệu Phong (邵峰)          | Sài Mục (柴牧)                           | Thủ lĩnh tổ chức giang hồ Tiềm Long Sứ, nghĩa phụ của Cố Kiếm. |            |
| Ngụy Hiểu Hàm (魏晓涵)      | Minh Nguyệt (明月)                       | Hoa khôi của Minh Ngọc Phường, Thanh Quán Nhi, tính cách bao dung, ngay thẳng và mạnh mẽ, thân phận thật sự là con gái của Sài Mục. Khi còn ở Minh Ngọc Phường, cô là bằng hữu tốt của Tiểu Phong. Năm bốn tuổi, cô bị truy sát vì một vụ án bị vu oan, dưới sự bảo vệ của mẹ, cô trốn thoát và trở thành cô nhi, sau đó được đưa vào Minh Ngọc Phường. Sau này, cô đã hợp tác với Lý Thừa Ngân để báo thù cho gia đình mình.                             |            |
| Quản Nhạc (管乐)            | Mễ La (米罗)                             | Bà chủ quán rượu, bằng hữu của Tiểu Phong. |            |
| Vương Quan (王冠)           | Bùi Chiếu (裴照)                         | Kim Ngô Tướng quân, thuộc hạ thân cận của Lý Thừa Ngân, con trai của công chúa Pingnan. Luôn âm thầm quan tâm và bảo vệ Tiểu Phong. Sau này kết hôn với Công chúa Lạc Hy. |            |
| Cao Viễn (高远)             | Thời Ân (时恩)                           | Thái giám phủ Thái tử, thuộc hạ của Lý Thừa Ngân. |            |
| Na Cát Mã (娜吉玛)          | A Độ (阿渡)                              | Em gái của Hách Thất, người Đan Xi tộc. Tì nữ của Tiểu Phong, người luôn như hình với bóng, luôn hết mực bảo vệ và trung thành với Tiểu Phong, chứng kiến tất cả quả khứ thảm khốc mà Tiểu Phong đã trải qua. |            |
| Cố Giai (顾佳)              | Vĩnh Nương (永娘)                        | Tì nữ thân cận của Tiểu Phong trong cung. |            |
| Diệc Hàm (亦涵)             | Tự Nương (绪娘)                          | Tự Bảo lâm, phi tử thứ 3 của Lý Thừa Ngân. |            |
| Quách Đào (郭涛)            | Triệu Kính Vũ (赵敬禹)                   | Phụ Quốc Đại tướng quân. Phụ thân của Triệu Sĩ Huyền và Triệu Sắt Sắt. |            |
| Chu Tán Cẩm (朱赞锦)        | Triệu Sĩ Huyền (赵士玄)                  | Thị Lang, con trai của Triệu Kính Vũ, anh trai của Triệu Sắt Sắt. |            |
| Phàn Thế Đức (范世德)       | An Quốc Công (安国公)                    | Bị Cao Hiển giết chết khi bảo vệ Tiểu Phong khỏi bị Cao Hiển truy đuổi. |            |
| Thẩm Bảo Bình (沈保平)      | Uông Thúc (汪束)                         | Đại lý Tự khanh. |            |
| Thành Quốc Đống (成国栋)    | Hề Thanh Trác (奚清卓)                   | Thái thường Tự khanh. |            |
| Hàn Long Tuyên (韩龙瑄)     | Lý Sĩ Khanh (李士卿)                     | Thái tử thiếu sư. |            |
| Hàn Cảnh Hỏa (韩景火)       | Trương Tham (张参)                       | Phó thị vệ của Ngọc Lâm quân. Cháu trai của Hoàng hậu Trương Mai Nương, hắn cưỡng hiếp Tự Bảo lâm (Tự Nương) trong cung điện của Hoàng hậu khiến cô có thai, sau bị giết bởi Cao Chấn. |            |
| Thẩm Tuyết Vĩ (沈雪炜)      | Phùng Sĩ Khanh (房士卿)                  | Sư Phụ của Lý Thừa Ngân. Ông được Cao Vu Minh giao nhiệm vụ trông chừng Lý Thừa Ngân. |            |
| Vương Dược Nghiêu (王跃尧)  | Lãnh Côn (冷昆)                          | Thuộc hạ của Lý Nghiệm, đóng giả làm Ba Thổ Nhĩ và bị áp giải về Thượng kinh. |            |
| Thượng Tư Kỳ (尚思琪)       | Thiền Nhi (婵儿)                         | Tì nữ phủ Thái tử. |            |
| Lý Na (李娜)                | Oánh Nhi (莹儿)                          | |            |
| Thôi Lập Minh (崔立明)      | Thái phó (太傅)                          | |            |
| Minh Hiểu Hi (明晓曦)       | Lỗ Bình Chương (鲁平章)                  | |            |
| Tưởng Xương Nghĩa (蒋昌义)  | Tào Công Công (曹公公)                   | |            |
| Vương Hạn (王瀚)            | Tằng Hiến (曾献)                         | |            |
| Thái Quân (蔡军)            | Khuất Quan (屈纶)                        | |            |
| Hạ Xoang (贺镪)             | Tôn Hoán (宗奂)                          | |            |
| Vi Y Y (韦依依)             | Tiểu Duy (小唯)                          | |            |
| Chu Tân Phàm (朱新凡)       | Vương Thái Y (王太医)                    | |            |
| Lý Văn Long (李文龙)        | Ngụy Thâm (魏琛)                         | |            |
| Trương Ngải (张艾)          | Hoàng Tử Nhàn (黄紫娴)                   | |            |
| Quách Nhuế Khê (郭芮溪)     | Cẩm Nhi (锦儿)                           | |            |
| Triệu Nhân Kiệt (赵仁杰)    | Hồ Tiếu (胡啸)                           | |            |
| Châu Hiểu Hân (周显欣)      | Phương Thượng Nghĩa (方尚仪)             | |            |
| Vương Đông Vũ (王彤羽)      | Dung Nương (容霜)                        | |            |
| Vương Gia Hòa (王嘉禾)      | Anh Kiều (樱乔)                          | |            |

### Tây Lương
| Diễn viên                | Vai diễn                       | Giới thiệu | Lồng tiếng |
| ------------------------ | ------------------------------ | --- | ---------- |
| Tưởng Khải (蒋恺)        | Khúc Văn Thành (曲文成)        | Quốc vương Tây Lương, cha của Tiểu Phong. Ông đã lựa chọn chủ động gửi thư hòa thân với Lễ Triều để đổi lấy hòa bình chính trị ở Tây Châu bằng cách gả con gái của mình, Cửu Công chúa Khúc Tiểu Phong tới Lễ Triều cho Thái tử. |            |
| Điền Linh (田玲)         | A Sử Na Vân (阿史那云)         | Vương hậu Tây Lương, con gái của Đan Xi Vương, mẹ của Tiểu Phong. |            |
| Dương Cung Như (杨恭如)  | Minh Viễn Công chúa (明远公主) | Em gái của Hoàng hậu Lễ Triều, Vương trắc phi Tây Lương quốc vương Khúc Văn Thành, dì của Lý Thừa Ngân, người đã tiết lộ sự thật về cái chết của mẫu thân của hắn cho hắn.                                                       |            |
| Hồ Xuân Dũng (胡春勇)    | Khúc Thiên Trạch (曲天泽)      | Con trai của Khúc Văn Thành, anh trai Tiểu Phong. Khúc Thiên Trạch kế vị ngai vàng sau khi Khúc Văn Thành qua đời. Sau đó, anh cấu kết với Cao Hiển để tạo phản với Trung Nguyên nhưng bị Tiểu Phong ngăn cản.                   |            |
| Bành Tiểu Nhiễm (彭小苒) | Khúc Tiểu Phong (曲小枫)       | Công chúa thứ 9 của Tây Lương Quốc, sau này là Thái tử phi của Lễ Triều. |            |
| Quản Nhạc (管乐)         | Mễ La (米罗)                   | Người gốc Tây Lương, tới Trung Nguyên làm ăn. Bà chủ quán rượu, bằng hữu của Tiểu Phong. |            |
| Phương Soái (方帅)       | Lạp Hách Mông (拉赫蒙)         | |            |
| Lý Minh Huệ (李明憓)     | Địch Mạc (迪莫)                | |            |

### Đan Xi
| Diễn viên                 | Vai diễn                       | Giới thiệu | Lồng tiếng |
| ------------------------- | ------------------------------ | --- | ---------- |
| Trịnh Hiểu Ninh (郑晓宁)  | Thiết Đạt Nhĩ Vương (铁达尔王) | Quốc vương của Tộc Đan Xi, ông ngoại của Tiểu Phong, hi sinh tính mạng của mình dưới kiếm của Lý Thừa Ngân để bảo vệ tộc nhân của mình.                                                                       |            |
| Điền Linh (田玲)          | A Sử Na Vân (阿史那云)         | Vương hậu Tây Lương, con gái của Đan Xi Vương, mẹ của Tiểu Phong. |            |
| Trương Ca (张歌)          | Y Mạc Diên (伊莫延)            | Tướng quân của tộc Đan Xi, cháu của Thiết Đạt Nhĩ Vương, anh họ Tiểu Phong. Anh bị Lý Thừa Nghiệp bắn chết.                                                                                                   |            |
| Trương Hằng Thụy (张恒瑞) | Hách Thất (赫失)               | Chiến binh dũng mãnh nhất của Đan Xi, anh trai của A Độ. Anh đỡ cung tên cho Y Mạc Diên, hy sinh dưới tay của Lý Thừa Nghiệp.                                                                                 |            |
| Na Cát Mã (娜吉玛)        | A Độ (阿渡)                    | Em gái của Hách Thất, người Đan Xi tộc. Tì nữ của Tiểu Phong, người luôn như hình với bóng, luôn hết mực bảo vệ và trung thành với Tiểu Phong, chứng kiến tất cả quả khứ thảm khốc mà Tiểu Phong đã trải qua. |            |
| Điền Hâm Vũ (田鑫雨)      | Ba Thổ Nhĩ (巴吐尔)            | Chiến binh của Đan Xi tộc, hắn giết Lý Thừa Tắc. Bị Lý Nghiệm giết trên đường trở về hồi Kinh. |            |

### Sóc Bác
| Diễn viên               | Vai diễn               | Giới thiệu | Lồng tiếng |
| ----------------------- | ---------------------- | --- | ---------- |
| Hách Văn Học (郝文学)   | Sóc Bác Vương (朔博王) | Quốc Vương của Sóc Bác tộc, bị giết bởi Lợi Đôn Vương. |            |
| Triệu Long Hào (赵龙豪) | Lợi Đôn Vương (利墩王) | Cháu trai của Sóc Bác Vương, mưu mô xảo quyệt, có dã tâm cướp ngai vàng của Sóc Bác Vương. Đến Tây Châu để cầu hôn với Cửu Công chúa, cuối cùng hợp tác với Lý Thừa Ngân để tấn công Đan Xi. |            |
| Trần Đào (陈涛)         | Nguyên Khác (元恪)     | Sóc Bác tướng quân. |            |

### Các diễn viên khác
- Phạm Cận Luân (范近轮) vai Viên Thông (袁通)
- Lý Kiến Tân (李建新) vai Diệp Thành (叶成)
- Lộ Thiếu Bình (路少平) vai Đỗ Ẩn (杜隐)
- Hoắc Nghệ Phong (霍艺峰) vai Phòng Liễu Canh (房蓼庚)
- Lý Phụng Lộc (李炥禄) vai Thẩm Đam (沈耽)
- Hàn Dĩnh (韩颖) vai Trương Mẫu (张母)
- Trang Khánh Ninh (庄庆宁) vai Bái Quốc Phu Nhân (沛国夫人)
- Đổng Hiến (董宪) vai Đức Phi (德妃)
- Triệu Chấn Cương (赵振刚) vai Vu Y (巫医)
- Quách Quân Khả (郭军可) vai Tôn Nhị (孙二)

## Nhạc phim
| STT | Nhan đề                | Sáng tác           | Ca sĩ                          | Thời lượng |
| --- | ---------------------- | ------------------ | ------------------------------ | ---------- |
| 1.  | "Sơ Kiến (初见)"       | Lý Ngọc Phi        | Dư Chiêu Nguyên, Diệp Lý       | 4:30       |
| 2.  | "Con Cáo Nhỏ (小狐狸)" | Phỉ Ngã Tư Tồn     | Diệp Lý                        | 3:10       |
| 3.  | "Ái Thương (爱殇)"     | MK, Vương Dật Kiệt | Tiểu Thời, Gong Tuấn           | 4:57       |
| 4.  | "Ái Thương (爱殇)"     | MK, Vương Dật Kiệt | Gong Tuấn                      | 5:10       |
| 5.  | "Sơ Kiến (初见)"       | Lý Ngọc Phi        | Trần Tinh Húc, Bành Tiểu Nhiễm | 4:30       |